# Ahmet Toprak
Ahmet Toprak (* 1970 in Kayseri, Türkei) ist ein deutscher Professor für Erziehungswissenschaften an der Fachhochschule Dortmund mit türkischer Herkunft. Als Autor widmet er sich Themen mit interkulturellem Ansatz, wie dem interkulturellen Konfliktmanagement und der Situation deutsch-türkischer Migrantenfamilien in Deutschland, vor allem der Beratungsarbeit mit jungen Männern. Toprak plädiert dafür, in der pädagogischen Arbeit mit Jugendlichen Methoden der „konfrontativen Pädagogik“ stärker anzuwenden und die interkulturelle Kompetenz von Pädagogen zu fördern.

## Leben
Toprak besuchte die Grundschule in der Türkei und anschließend eine Hauptschule in Köln. Toprak berichtet, dass ihm Abitur und Studium weder seine Hauptschullehrer noch seine Eltern zutrauten, die meinten, er solle Schlosser werden. Doch er traf eine Vereinbarung mit seinem türkischen Vater: Wenn er das Abitur in der Türkei nicht bestehen würde, käme er nach Deutschland zurück, um Dachdecker zu werden.
Nachdem er 1990 die Allgemeine Hochschulreife erlangte, studierte er Anglistik in Ankara, Germanistik an der Universität Bonn und Pädagogik an der Universität Regensburg. Toprak promovierte 2001 in Pädagogik an der Universität Passau und ist seit 2007 Professor für Erziehungswissenschaften an der Fachhochschule Dortmund im Fachbereich Angewandte Sozialwissenschaften. An der Deutschen Islamkonferenz nimmt er als Mitglied der Arbeitsgruppe „Deutsche Gesellschaftsordnung und Wertekonsens“ teil.

## Pädagogische Arbeit mit Jugendlichen türkischer Herkunft in Deutschland
Gewalt ist ein Thema, das in jedem Kulturkreis und in allen gesellschaftlichen Milieus anzutreffen ist. In Untersuchungen zu Einstellungen und Verhaltensmotiven wird immer wieder hervorgehoben, dass die in der deutschen Sozialarbeit vielfach praktizierte Strategie, verhaltensauffälligen oder gar straffälligen Jugendlichen erst einmal mit Verständnis und Milde zu begegnen, nicht fruchtet. Bezogen auf Jugendliche türkischer Herkunft scheinen die Fachkräfte, die sich mit dem Problem der Gewalt auseinandersetzen, mit ihrem pädagogischen „Latein“ am Ende zu sein, weil die Jugendlichen sich meist auf die Besonderheiten ihrer kulturellen Identität berufen.
Ziel der pädagogischen Arbeit ist es daher, zunächst die Lebensbedingungen und die kognitiven Hypothesen der vor allem türkischstämmigen Jungen, die zu Gewalt neigen, näher zu verstehen, um mit Fingerspitzengefühl, einer entsprechenden pädagogischen Methode und einer auf diese Zielgruppe abgestimmten Gesprächsführung erfolgreich zu arbeiten. Toprak hat dafür Methoden der „konfrontativen Pädagogik“ entwickelt.

## Konfrontative kontra verständnisvolle Pädagogik
Toprak tritt ein für eine „konfrontative Schulerziehung“ im Umgang mit Migrantenkindern. Im Kontext steigender Gewalt an deutschen Schulen sieht Toprak in der Konfrontation ein respektvolles Ernstnehmen Heranwachsender, das als Lernziel zu einer Auseinandersetzung mit Grenzen und zum Respekt für andere führt. Seine Erfahrungen hat Toprak mit Jugendlichen in sogenannten Anti-Aggressivitäts-Trainings nach § 10 Jugendgerichtsgesetz und im Austausch mit pädagogischen Fachkräften gewonnen.
Das Handlungskonzept der „konfrontativen und provokativen Therapie“ von Toprak beinhaltet Erziehungsziele wie „Respekt vor Autoritäten“, „Ehrenhaftigkeit“ und „Zusammengehörigkeit“, die in das Erziehungshandeln einfließen. Im Gegensatz dazu werden in den Konzepten, die Toprak mit dem Etikett „verständnisvolle Pädagogik“ versieht, vielfach andere Gewichtungen vorgenommen. Deshalb tritt Toprak dafür ein, die verschiedenen Methoden des „Prinzips der Konfrontation“, wie z. B. die konfrontative Gesprächsführung, interaktionspädagogisches Training und theaterpädagogische Verfahren, auch in anderen pädagogischen und erzieherischen Zusammenhängen zu erproben wie beispielsweise in der Familie, im Kindergarten, der Schule und in Berufssituationen.
Seine Empfehlungen basieren auf einer Analyse der kollidierenden Erziehungsziele: Türkische Eltern verlangen beispielsweise Unterordnung und Anpassung von ihren Kindern, während die offene Gesellschaft an der Schule das Gegenteil erwartet, nämlich demokratische Verständigung, Rücksicht und Fairness.
Auf die Frage nach dem Sinn von Integrationsbemühungen, wenn vor allem Männer sich jedem Integrationsversuch massiv widersetzen, antwortet Toprak mit zahlreichen Vorschlägen für soziale Einrichtungen und Informationskampagnen, die den Handlungsspielraum betroffener Frauen erweitern würden.

## Interkulturelle Handlungskompetenz
Toprak weist allerdings darauf hin, dass sein Konzept der „konfrontativen Pädagogik“ kein Allheilmittel gegen die wirklichen und vermeintlichen Missstände in der gesellschaftlichen Bildungs- und Erziehungssituation ist. Als eine wesentliche Voraussetzung nennt er die Aus- und Fortbildung von in der Sozialarbeit Tätigen hin zu interkulturell kompetent handelnden Professionellen.
Die Konzeption der „konfrontativen Methode in der Beratungssituation“ baut auf einer „interkulturellen Handlungskompetenz“ auf, wie sie beispielsweise Stefan Gaitanides von der Fachhochschule Frankfurt definiert hat.

## Zwangsehe und Doppelmoral
Toprak kritisiert, dass im Kontext der Zwangsehe das öffentliche Augenmerk vor allem auf die Frauen gerichtet ist und Männer kaum thematisiert werden. In seiner Studie „Das schwache Geschlecht - Die türkischen Männer“ beschäftigt sich der Pädagoge Ahmet Toprak mit Gewaltprävention und interkultureller Pädagogik. In acht Interviews befragte er 15 junge türkische Männer, die ihre Ehefrau durch die Eltern in deren Heimatdorf auswählen ließen, obwohl sie in Deutschland zwischen 1964 und 1982 geboren wurden bzw. aufwuchsen. Er befragt sie nach ihren Gedanken zu Zwangsehen, Familiengründung, innerfamiliärer Kommunikation und Sexualität. Diese Themen wurden lange nicht aus der Sicht der Männer beleuchtet. Der Autor rollt das Thema Zwangsheirat aus Sicht beispielhaft ausgewählter türkischer Männer der zweiten und dritten Einwanderungsgeneration auf.
Das Ergebnis dieser Arbeit ist die Erkenntnis, dass nicht wenige junge türkische Männer und Familien Zwangsehe/„Ehearrangement“ offen gegenüberstehen oder sie sogar selbst praktizieren. Die 15 Männer, die im Rahmen der Studie befragt wurden, stammen allesamt aus traditionellen bildungsarmen Verhältnissen. Daher erlaubt die Studie laut dem Autor „nur Rückschlüsse auf Familien aus diesem Milieu. Sie ist nicht repräsentativ“.
Doch Toprak bleibt nicht bei der durchaus kritischen Einschätzung von Zwangsehen stehen, sondern zeigt im dritten Teil seines Buches auf, wie mit kurz- und langfristigen Anstrengungen eine Enttabuisierung der Zwangsehe zu erzielen ist, um auch auf diese Weise verheiratete türkischen Frauen und Männer in Deutschland zu integrieren.

## Werke
- Ich bin eigentlich nicht aggressiv. Theorie und Praxis eines Anti-Aggressions-Kurses mit türkischstämmigen Jugendlichen. Lambertus Verlag, Freiburg i.Br. 2001, ISBN 3-7841-1370-2
- „Kulturkonflikt?“ Methoden des interkulturellen Konfliktmanagements in der Jugendhilfe. Hrsg. Aktion Jugendschutz, Landesarbeitsstelle Bayern e. V. 2003, ISBN 3-9807250-6-5
- Türöffner und Stolpersteine. Elternarbeit mit türkischen Familien als Beitrag zur Gewaltprävention. Hrsg. Aktion Jugendschutz, Landesarbeitsstelle Bayern e. V. 2004, ISBN 3-9807250-9-X
- „Wer sein Kind nicht schlägt, hat später das Nachsehen.“ Elterliche Gewaltanwendung in türkischen Migrantenfamilien und Konsequenzen für die Elternarbeit. Centaurus-Verlag, Herbolzheim 2004, ISBN 3-8255-0478-6
- Jungen und Gewalt. Die Anwendung der konfrontativen Pädagogik in der Beratungssituation mit türkischen Jugendlichen. 2. Auflage. Centaurus-Verlag, Herbolzheim 2006, ISBN 3-8255-0527-8
- Das schwache Geschlecht – Die türkischen Männer. Zwangsheirat, häusliche Gewalt, Doppelmoral der Ehre. 2. Auflage. Lambertus Verlag, Freiburg i.Br. 2007, ISBN 978-3-7841-1688-4
- „Auf Gottes Befehl und mit dem Worte des Propheten …“ Auswirkungen des Erziehungsstils auf die Partnerwahl und Eheschließung türkischer Migranten der zweiten Generation in Deutschland. Centaurus-Verlag, Herbolzheim 2002, ISBN 3-8255-0354-2
- Sozialisation und Sprachprobleme. Eine qualitative Untersuchung über das Sprachverhalten türkischer Migranten der zweiten Generation. IKO-Verlag, Frankfurt a. M. 2000, ISBN 3-88939-533-3
- „Damit kommst du nicht durch …“ Konfrontative Pädagogik im pädagogischen Alltag. Hrsg. Aktion Jugendschutz Landesarbeitsstelle Bayern. e. V. München 2006.
- Integrationsunwillige Muslime? Ein Milieubericht. Lambertus-Verlag, Freiburg i.Br. 2010, ISBN 978-3-7841-1959-5.
- Muslimische Kinder und Jugendliche in Deutschland. Lebenswelten – Denkmuster – Herausforderungen. St. Augustin / Berlin 2011.
- „Unsere Ehre ist uns heilig“. Muslimische Familien in Deutschland. Herder-Verlag, Freiburg / Basel / Wien 2012.
- Muslimische Jungen – Prinzen, Machos oder Verlierer? Ein Methodenhandbuch. Lambertus-Verlag, Freiburg i.Br. 2012
- Konfrontative Pädagogik – Intervention durch Konfrontation. Zusammen mit Marlene Alshut und Nilüfer Keskin. Centaurus Verlag, Freiburg 2012, ISBN 978-3-86226-131-4